# 淮南子
『淮南子』（呉音: えなんじ、漢音: わいなんし、中国語: 淮南子; 拼音: Huáinánzǐ; ウェード式: Huai-nan Tzu）は、前漢の武帝の頃、淮南王劉安（紀元前179年 - 紀元前122年）が学者を集めて編纂させた思想書。日本へはかなり古い時代から入ったため、漢音の「わいなんし」ではなく、呉音で「えなんじ」と読むのが一般的である。『淮南鴻烈』（わいなんこうれつ）ともいう。劉安・蘇非・李尚・伍被らが著作した。
10部21篇。『漢書』芸文志には「内二十一篇、外三十三篇」とあるが、「内二十一篇」しか伝わっていない。道家思想を中心に儒家・法家・陰陽家の思想を交えて書かれており、一般的には雑家の書に分類されている。
注釈には後漢の高誘『淮南鴻烈解』・許慎『淮南鴻烈間詁』がある。

## 構成
1. 巻一 原道訓
2. 巻二 俶真訓
「天地未だ剖（わか）れず、陰陽未だ判（わか）れず、四時未だ分れず、萬物未だ生ぜず……」[1]は『日本書紀』の冒頭「古（いにしえ）に天地未だ剖（わか）れず、陰陽分れざりしとき……」の典拠となった[2]。）
3. 巻三 天文訓
4. 巻四 墬形訓 （地形訓とも。「墬」は「地」に同じ、「墜」や「堕」とは別字）
古代の地理観を記す。36の異国の記載（海外三十六国）には伝説的な内容が含まれる。
5. 巻五 時則訓
6. 巻六 覧冥訓
7. 巻七 精神訓
8. 巻八 本経訓
9. 巻九 主術訓
10. 巻十 繆称訓
11. 巻十一 斉俗訓
12. 巻十二 道応訓
13. 巻十三 氾論訓
14. 巻十四 詮言訓
15. 巻十五 兵略訓
16. 巻十六 説山訓
17. 巻十七 説林訓
18. 巻十八 人間訓
19. 巻十九 脩務訓
20. 巻二十 泰族訓
21. 巻二十一 要略

## 訳注書
- 楠山春樹『淮南子 上』明治書院〈新釈漢文大系 54〉、1979年8月。ISBN 4-625-57054-9。
- 楠山春樹『淮南子 中』明治書院〈新釈漢文大系 55〉、1982年7月。ISBN 4-625-57055-7。
- 楠山春樹『淮南子 下』明治書院〈新釈漢文大系 62〉、1988年6月。ISBN 4-625-57062-X。
  - 『淮南子』楠山春樹訳著（本田千恵子編）、明治書院〈新書漢文大系 34〉、2007年5月。ISBN 978-4-625-66403-8。新書での抜粋版。
- 『淮南子 説苑』戸川芳郎・木山英雄ほか訳、平凡社〈中国古典文学大系 6〉、1974年12月。ISBN 4-582-31206-3。現代語訳のみ
- 池田知久訳著『訳注 淮南子』（講談社学術文庫、2012年）。部分訳。文庫は増訂版。
  - 電子書籍版『訳注『淮南子』増補改訂版』は、「人間万事　塞翁が馬」を収録、新解説を追加。
  - 旧版は『淮南子 知の百科』（講談社〈中国の古典〉、1989年）
- 『淮南子 : 現代語訳』（小野機太郎 訳 支那哲学叢書刊行会〈支那哲学叢書 ; 第10〉 1924年 国立国会図書館デジタルコレクション）